# Hotel Osijek
Hotel Osijek je hotel u Osijeku. Sa 62 metra visine, to je treća najviša zgrada u Osijeku (poslije konkatedrale i Eurodoma i trenutno 23. najviša zgrada u Hrvatskoj.
Hotel je izgrađen 1977. Izgrađen je u Zimskoj luci pored Drave. Godine 2004. je obnovljen i moderniziran. Ukupan broj soba je smanjen, ali su ostale proširene. Izgrađena je nova kuhinja, a dodane su i prostorije za poslovne sastanke, kongrese i sl. Također je proširen i hotelski parkirališni prostor. 
Nakon obnove 2004. hotel ima 140 soba i 7 apartmana.

## Vanjske poveznice i izvor
- Službene stranice